# Tijmen van Loon
Tijmen van Loon (né le 20 mars 2001 à Amstelveen) est un coureur cycliste néerlandais, spécialisé dans les épreuves de sprint sur piste. Il est notamment champion d'Europe de vitesse par équipes en 2023 et 2024.

## Biographie
Tijmen van Loon reçoit reçu son premier vélo de course à 10 ans. Deux ans plus tard, il découvre le cyclisme sur piste dans le but de s'entrainer l'hiver. À l'âge de 15 ans, il déménage au Centre national de formation à Papendal (Sportcentrum Papendal). En 2020, après avoir terminé ses études pré-universitaires, son projet est d'étudier les sciences politiques à Nimègue. 
En 2018, il devient champion des Pays-Bas de vitesse chez les juniors (moins de 19 ans). Aux championnats d'Europe sur piste juniors de 2019, il remporte la médaille de bronze de la vitesse par équipes avec Daan Kool et Gino Knies. En 2021, chez les élites, il est champion des Pays-Bas du kilomètre et se classe troisième de la vitesse et de la vitesse par équipes. En avril 2022, lors de la manche de Coupe des nations de Glasgow, il termine troisième de la vitesse par équipes avec Sam Ligtlee, Harrie Lavreysen et Roy van den Berg,.
En 2023 et 2024, il devient champion d'Europe de vitesse par équipes avec Harrie Lavreysen, Jeffrey Hoogland et Roy van den Berg.

## Palmarès

### Coupe des nations
- 2022
  - 1er de la vitesse par équipes à Milton (avec Sam Ligtlee, Roy van den Berg et Jeffrey Hoogland)
  - 3e de la vitesse par équipes à Glasgow
- 2023
  - 2e de la vitesse par équipes à Jakarta

### Championnats d'Europe
| Épreuve / Édition                 | Keirin | Vitesse | Vitesse par équipes                           |
| Gand 2019 (juniors)               |        |         | Bronze                                        |
| Fiorenzuola d'Arda 2020 (espoirs) |        |         | 8e                                            |
| Apeldoorn 2021 (espoirs)          |        | 6e      | 5e                                            |
| Anadia 2022 (espoirs)             |        | Or      |                                               |
| Munich 2022                       | 17e    | 6e      |                                               |
| Granges 2023                      |        |         | Or (avec Lavreysen, van den Berg et Hoogland) |
| Anadia 2023 (espoirs)             | Bronze | Argent  | Argent                                        |
| Apeldoorn 2024                    |        |         | Or (avec Lavreysen, van den Berg et Hoogland) |
| Heusden-Zolder 2025               |        |         | Argent                                        |

### Championnats nationaux
- 2018
  -  Champion des Pays-Bas de vitesse juniors
- 2019
  - 2e de la vitesse par équipes
- 2021
  -  Champion des Pays-Bas du kilomètre
  -  Champion des Pays-Bas de vitesse par équipes
  - 3e du keirin
  - 3e de la vitesse
- 2022
  -  Champion des Pays-Bas du kilomètre
  -  Champion des Pays-Bas de vitesse par équipes
- 2023
  -  Champion des Pays-Bas de vitesse par équipes
  - 2e du kilomètre
- 2024
  -  Champion des Pays-Bas de vitesse par équipes